# Bayasgalangiin Solongo
Bayasgalangiin Solongo, född 6 februari 1990, är en mongolisk basketspelare. 
Solongo deltog vid olympiska sommarspelen 2020 och var en del av Mongoliets lag som blev utslagna i gruppspelet i tremannabasket.